# Пилипчинець Василь Васильович

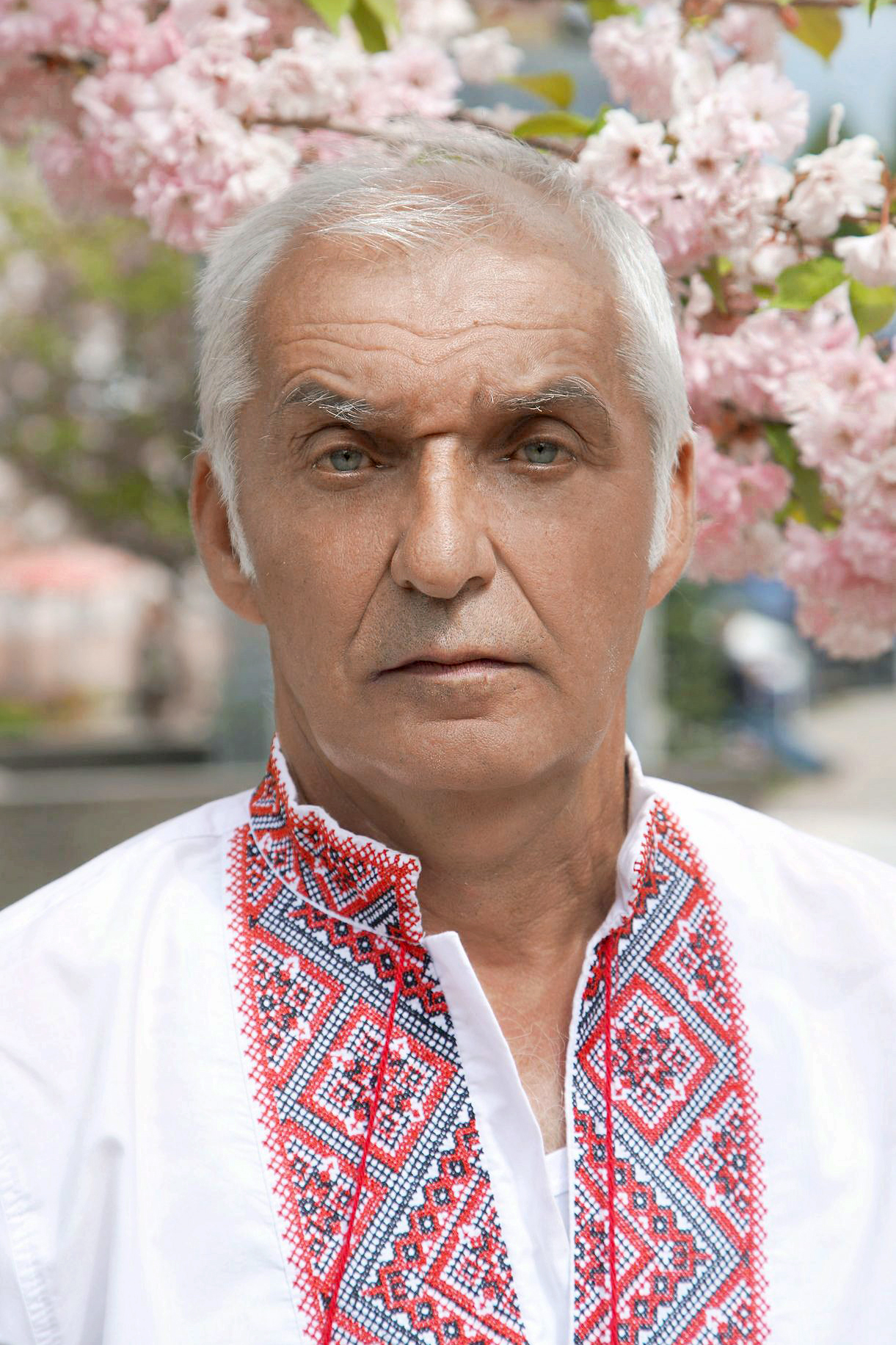
Василь Пилипчинець

Васи́ль Васи́льович Пили́пчинець (24 липня 1956, с. Лозянське, Міжгірський район, Закарпатська область) — український журналіст і редактор. Заслужений журналіст України, лауреат обласних журналістських премії імені М. Бабидорича та ім. В. Ґренджі-Донського, Всеукраїнської літпремії ім. Зореслава. Член Національної спілки журналістів України з 1988 року.

## Життєпис
Народився 24 липня 1956 року в с. Лозянське Міжгірського району Закарпатської області, українець. Батько Василь Іванович (1927—1985) — службовець; мати Ганна Іванівна (1935) — пенсіонерка; дружина Марія Василівна — вчитель.
Закінчив факультет журналістики Львівського державного університету ім. І. Франка (1979).
1979—1995 — кореспондент райгазети «Радянська Верховина» (перейменована на «Верховину»), 1995—1999 — зав. відділом промисловості, 1999—2016 — редактор. Державний службовець 10  рангу.
Володіє чеською мовою. Живе у Міжгір'ї.

## Автор книг
«Родзинки глибинки (репортаж з отчого краю)» (2009)
«Обійняти словом Верховину» (2021)
Автор численних публікацій у вітчизняній періодиці, зокрема, в обласних газетах «Закарпатська правда», «Молодь Закарпаття», «Карпат ігаз со», «Новини Закарпаття», «Срібна земля», «Фест», «Старий замок», «Неділя», журналах «Зелені Карпати», «Журналіст Закарпаття», республіканських «Радянська Україна», «Молодь України», «Сільські вісті», «Робітнича газета», «Голос України» та багатьох інших. Друкувався також в книгах «Верховина. Волівщина. Міжгірщина», «Світло далекого вирію», «Хоч не рай, зате свій край», «Келечин — рідне село Августина Волошина», «Дерево на вітрах», «Міжгірський професійний ліцей: навчання та виховання», «Долі на вістрі пера», «Шугаї», віснику «З вершин і низин».

## Відзнаки
Лауреат обласної премії в галузі журналістики (1999)
Дипломант Всеукраїнського конкурсу «Соціальний журналіст» (2007)
Лауреат обласної премії, присвяченої 70-річчю Карпатської України (2009)
Лауреат премії ім. М. Бабидорича (2010)
Заслужений журналіст України (2015)
Лауреат премії ім. В. С. Ґренджі-Донського (2015)
Лауреат Всеукраїнської літпремії ім. Зореслава (2024)